# Anders Celin
Anders Celin, född den 19 juni 1975, är en svensk multikonstnär, latexmasktillverkare, målare, auteur och ståuppkomiker.
Han är utbildad vid Dramatiska Institutet, ståuppkomik med Adde Malmberg som lärare. 
Han har även gått på kulturama Filmskola (2000-2002) där hans provokativa slutproduktion "Förströelse" i årskurs 1 nästan kostade honom det andra året på skolan efter visningen på Filmhuset. Han medverkade även i Ballongteaterns föreställningar i Ängelholm med barnteater (2000-2005)
Efter Anders medverkan i "Programmet som fortfarande inte får kallas bögradio" i Sveriges Radio P3 2007, blev han den som fått flest anmälningar (36) till Radionämnden vid ett och samma radioprogram, vilket är rekord i Sverige (2009). Dock utan att bli fälld.
Han har synts på TV i Stockholm live (SVT 2007) och i RAW (Kanal 5 2009) och varit programledare i radioprogrammet RIX FM SEMESTER 2011 tillsammans med Jeanette Predin.